# Faulbach (Sauer)
Der Faulbach ist ein etwa 1,4 km langer linker Zufluss der Sauer in der Südpfalz.

## Verlauf
Der Faulbach entspringt auf einer Höhe von 319 m ü. NN im westlichen Wasgau am Südwesthang der Hohen List (476 m ü. NN), direkt nordöstlich vom Christkindfelsen. Er fließt südwärts durch ein enges bewaldetes Tal links am Krappenfelsen vorbei, unterquert dann die L478 und mündet schließlich westlich vom Welschkornberg auf einer Höhe von 266 m ü. NN in den Grünbach, einem Quellbach der Sauer.